# ایوان بونین
ایوان الکسی‌ویچ بونین (به روسی: Ива́н Алексе́евич Бу́нин) ‏(۲۲ اکتبر ۱۸۷۰ شهر وورونژ روسیه - ۸ نوامبر ۱۹۵۳ پاریس) نویسنده و شاعر معاصر روس و برندهٔ نوبل ادبیات در سال ۱۹۳۳ است. علاقه‌ی بونین به فرهنگ و ادبیات ایران‌زمین کاملاً از اشعارش که به فارسی رسیده است، برمی‌آید. 
شعر «البرز» را با ترجمه‌ی سهند آقایی و پروانه فخام‌زاده:
البرز
خورشيد
بر فرازِ يخچال‌های البرز می‌تابد
آنجا
مرگ است که می‌تازد
و الماسِ سياره‌ها جاری‌ست
مِهی که روی شکافه‌های البرز می‌خزد
يارای فتحِ قله ندارد
آنجا 
مرگ است که می‌تازد
و رب‌النوعی از آسمان
ره می‌بَرَد به تاجِ زمين
مهر
که زمين دعاگوی نامِ بلندِ اوست
نخستين سپيده‌‌ی دشت‌های فسرده‌ست
که بی‌دريغ می‌تابد
با درفشان‌رَدای زربفتش؛
و از فرازِ البرز می‌نگرد
به ايران
به سرچشمه‌ها و کويرها
به کوه‌ها

## اوان زندگی
ایوان الکسی‌ویچ بونین در اکتبر سال ۱۸۷۰ در شهر وارونژ روسیه چشم به جهان گشود. کودکی‌اش را در یک خانوادهٔ اشرافی ورشکسته گذراند، خواندن را خیلی زود فراگرفت، از همان آغاز قوهٔ تخیلی قوی داشت و بسیار حساس بود. در ۱۸۸۱ وارد مدرسه‌ای در یلتس شد، اما به علت وضع نابسامان خانواده تنها پنج سال در آنجا تحصیل کرد و مجبور شد تا تحصیلش را در خانه ادامه دهد. ایوان الکسی‌ویچ بونین اشراف‌زاده‌ای بود که حتی نتوانست مدرسه را به پایان برساند و این مسئله روی آیندهٔ او بی‌تأثیر نبود.

## فعالیت ادبی
سال ۱۸۹۱ اولین مجموعه اشعار بونین که هنوز سبک ویژهٔ بونین را به خود نگرفته بود، منتشر شد و در ۱۹۰۰ نخستین اثر نثر خود «سیب‌های آنتوناف» را به چاپ رسانید، که بسیار مورد توجه قرار گرفت اما به خاطر ستایش اشراف‌زادگان حساسیت منتقدان را برانگیخت.
سال ۱۹۲۰ بونین از روسیه خارج شد و به فرانسه رفت، در سال‌های ۱۹۲۷-۱۹۳۰ به ژانر داستان کوتاه روآورد و کارهای باارزشی از خود بر جای گذاشت، بونین اولین نویسندهٔ روس بود که به دریافت جایزهٔ نوبل (در سال ۱۹۳۳) نایل آمد. وی در سال‌های آخر زندگی‌اش بسیار تنگدست شده بود و با اینکه به سختی بیمار بود، کتاب خاطرات و همین طور به یاد چخوف را به پایان رسانید.

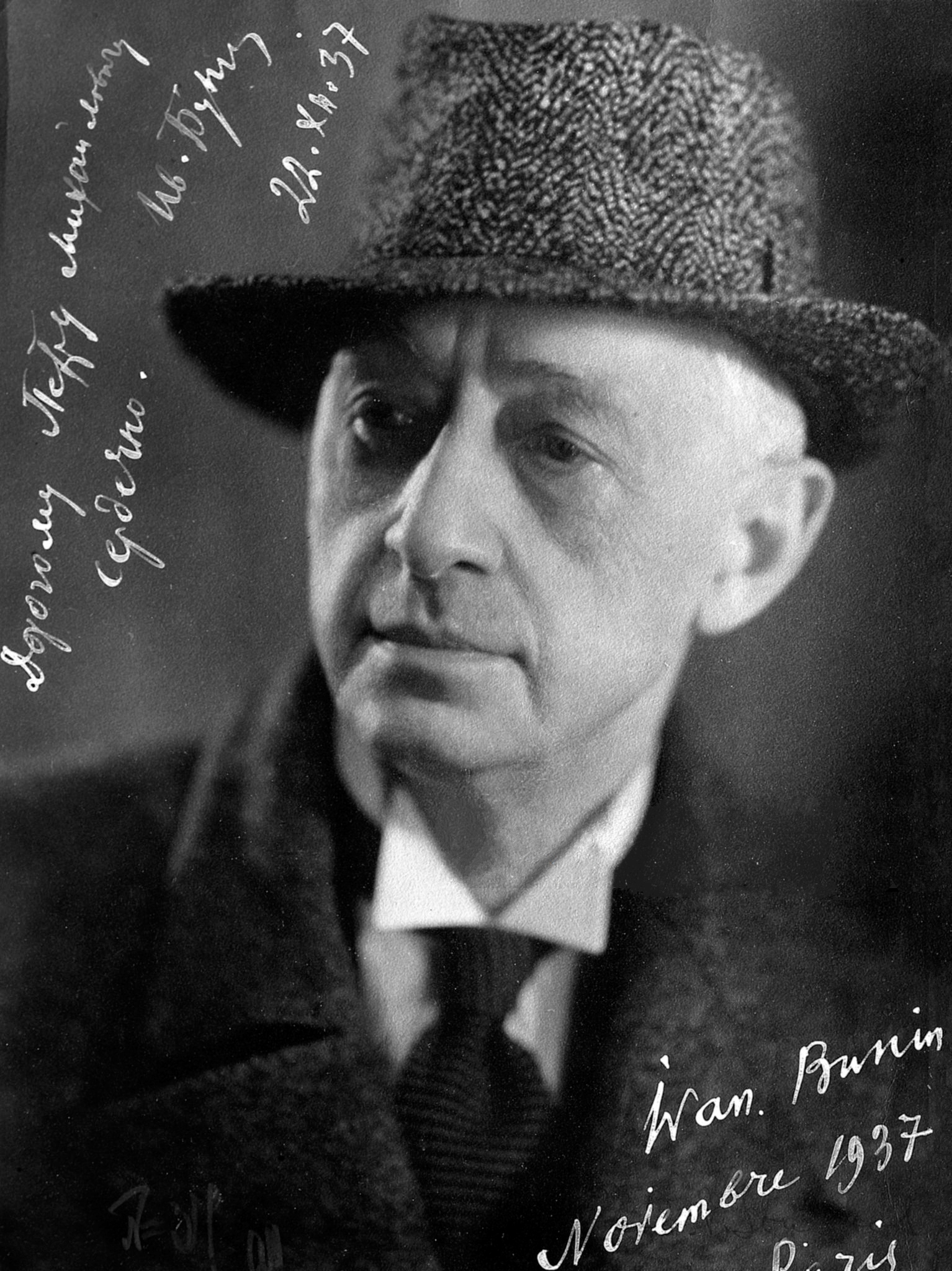
1937

بونین ۸ نوامبر ۱۹۵۳ در پاریس درگذشت و در گورستان روسی سن‌ژنوف‌د-بوا در حومهٔ پاریس به خاک سپرده‌شد.

## آثار

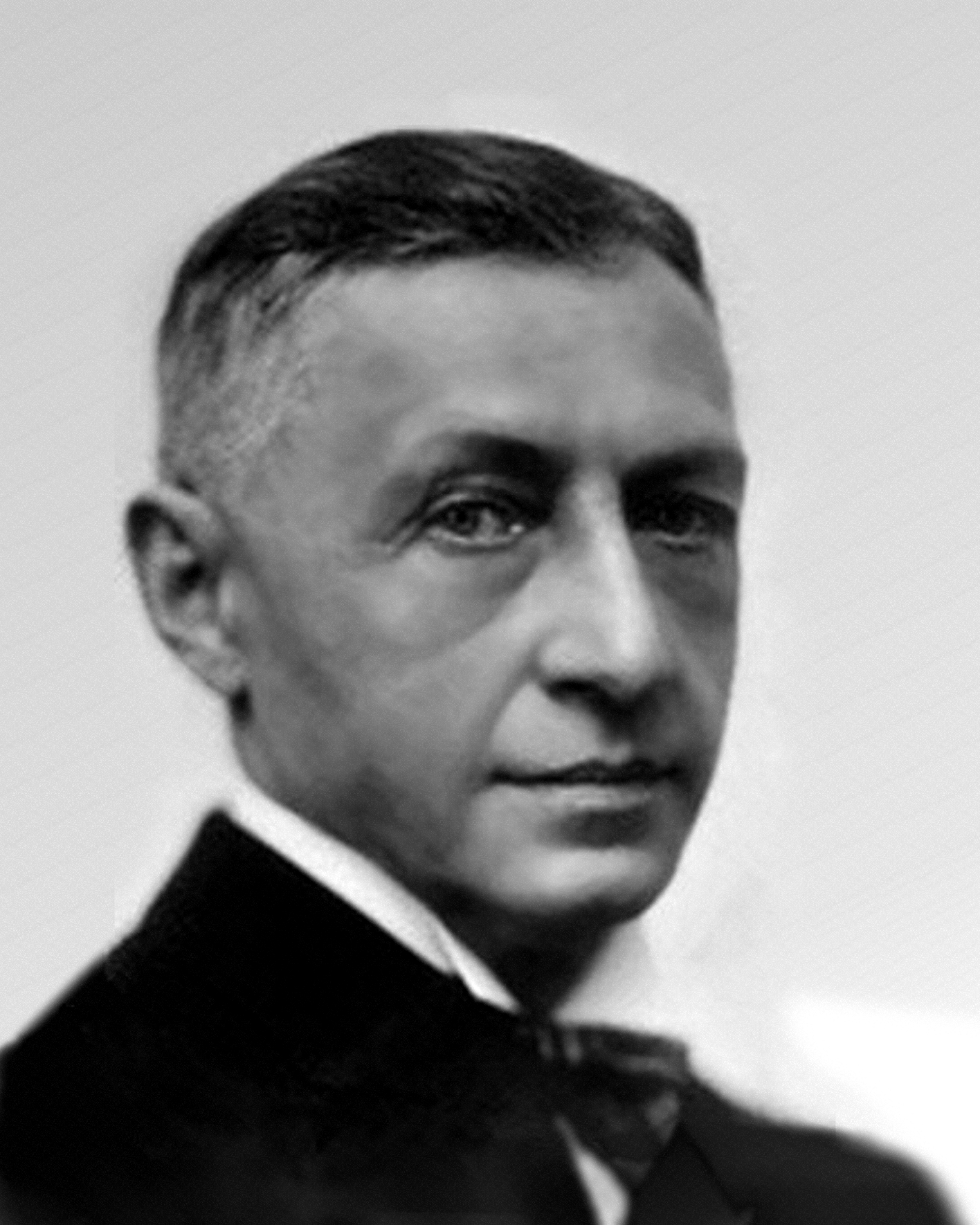
1933

### شعر
- سقوط برگ‌ها (Листопад، ۱۹۰۱)

### نثر
- سیب‌های آنتوناف (Антоновские яблоки، ۱۹۰۰)
- رؤیاها (Сны، ۱۹۰۴)
- جام زندگی (Чаша жизни، ۱۹۱۳)
- نجیب‌زاده‌ای از سان‌فرانسیسکو (Господин из Сан-Франциско، ۱۹۱۵)
- نفس راحت (Лёгкое дыхание، ۱۹۱۶)
- گوش‌های پیچ‌خورده (Петлистые уши، ۱۹۱۷)
- رؤیاهای چانگ (Сны Чанга، ۱۹۱۶، ۱۹۱۸)
- عشق میتیا (Митина любовь، ۱۹۲۴)
- کوچه‌های تاریک(Тёмные аллеи، ۱۹۴۳)

#### نولت
- روستا (Деревня، ۱۹۱۰)
- درهٔ خشک (Суходол، ۱۹۱۲)

#### رمان
- زندگی آرسنی‌یف (Жизнь Арсеньева، ۱۹۲۷-۱۹۳۳)

### ترجمهٔ آثار وی به فارسی
در زبان فارسی تاکنون سه کتاب از وی ترجمه شده است:
- آقایی از سان‌فرانسیسکو، حمیدرضا آتش‌برآب، بابک شهاب، تهران: نشر نی، ۱۳۸۴
- ایوان بونین، گزیده شعرها، سخنرانی نوبل، ویژگی‌های شعر، زندگی‌نامه. مترجم: سهند آقایی

```
[[ پروانه فخام‌زاده ]]
   نشر مشکی، ۱۳۹۳
```

- ایوان بونین و مشرق زمین، مولف: مرضیه یحیی‌پور، انتشارات دانشگاه تهران، ۱۳۸۶